# Divadelní revue
Divadelní revue je odborné recenzované teatrologické periodikum, které třikrát ročně vydává Institut umění – Divadelní ústav. Vychází od roku 1989. Redakčně jej připravuje a jeho odbornou úroveň garantuje Kabinet pro studium českého divadla.
Cílem časopisu je přinášet odborné studie, analýzy, dokumenty, recenze, zprávy o divadelní kultuře s důrazem na teorii a historii českého i světového divadla.
Časopis plně recenzovaným periodikem (SCOPUS) a v něm uveřejněné studie podléhají standardnímu lektorskému řízení (double-blinded reviewing).
- Redakce: Honza Petružela (šéfredaktor), Barbara Topolová, Martin Pšenička
- Redakční rada: David Drozd (Katedra divadelních studií, FF MU), Kurt Ifkovits (Österreichisches Theatermuseum), Pavel Janoušek (Ústav pro českou literaturu AV ČR), Petra Ježková (Kabinet pro studium českého divadla), Daniela Jobertová (Katedra teorie a kritiky, DAMU), Vladimír Just (Katedra divadelní vědy, FF UK), Nadežda Lindovská (Katedra divadelných štúdií VŠMU), Štěpán Otčenášek (Divadlo v Dlouhé), Jan Šotkovský (Janáčkova akademie múzických umění v Brně)

V edici Divadelní revue vyšly publikace:
Divadlo v průsečíku reflexe: Antologie současné polské divadelní teorie (2018)
Bibliografie Divadelní revue 1989-2009 Archivováno 2. 3. 2019 na Wayback Machine. (2013)
Czech Theatre Review 1989-2009 Archivováno 2. 3. 2019 na Wayback Machine. (2011)